# Mittweida
Mittweida – miasto we wschodnich Niemczech, w kraju związkowym Saksonia, w okręgu administracyjnym Chemnitz, w powiecie Mittelsachsen (do 31 lipca 2008 stolica powiatu Mittweida), na przedgórzu Rudaw, na północ od miasta Chemnitz. Siedziba wspólnoty administracyjnej Mittweida. Liczy ok. 16 tys. mieszkańców.
W mieście znajduje się stacja kolejowa Mittweida.

## Historia

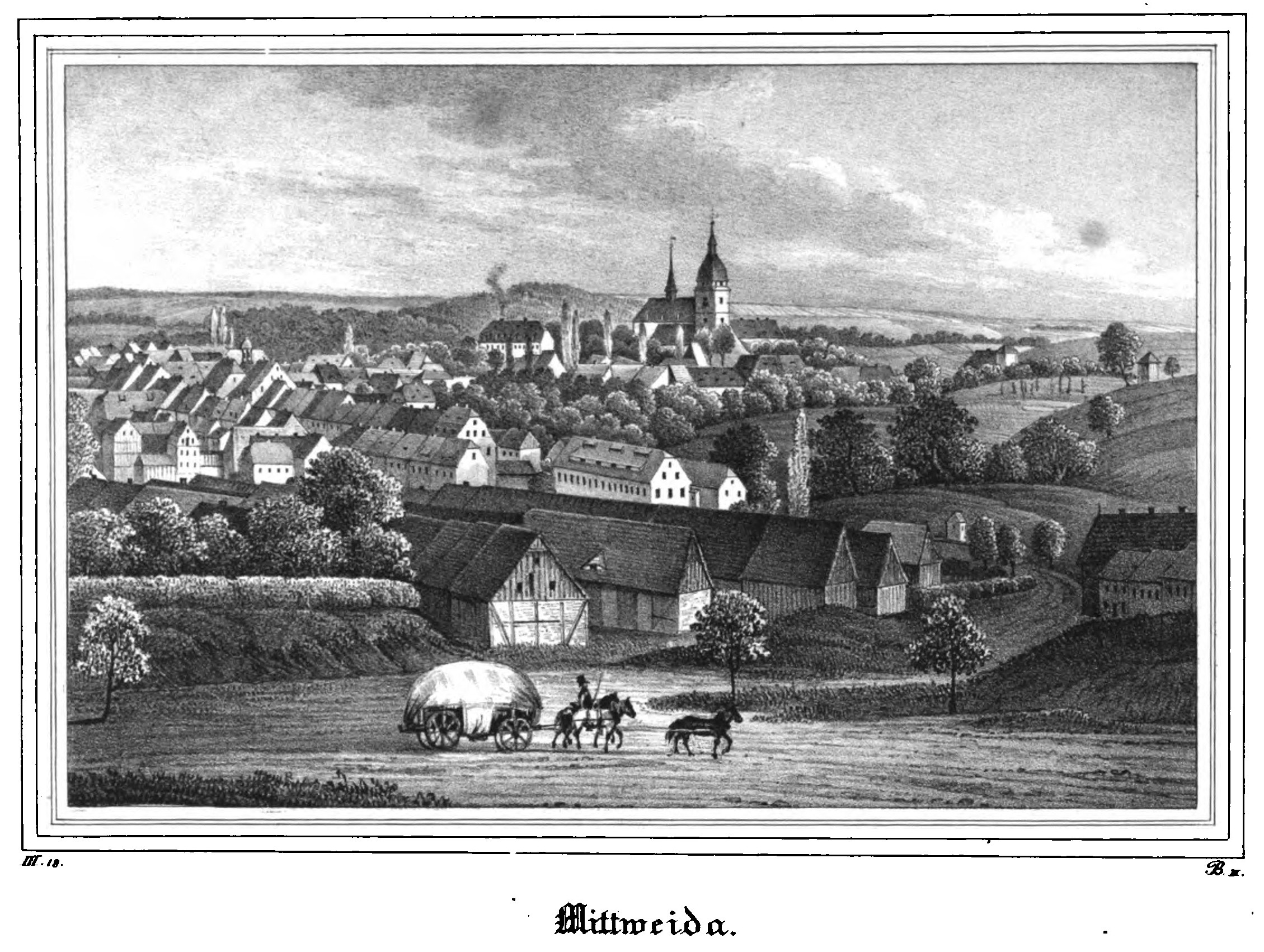
Mittweida w XIX wieku

Najstarsza wzmianka o miejscowości pochodzi z 1209 roku.  Od 1806 roku miasto stanowiło część Królestwa Saksonii, połączonego w latach 1807–1815 unią z Księstwem Warszawskim. W 1871 znalazło się w granicach zjednoczonych Niemiec. W 1900 roku do miasta przyłączono wieś Rößgen, w 1911 Neudörfchen, a w 1923 Kockisch wraz z Weißthal. Na początku XX wieku w Mittweidzie studiowali m.in. Tadeusz Hennel, Stefan Ciszewski, Antoni Dymnicki i Jan Maciej Jasielski. W czasie II wojny światowej w Mittweidzie była więziona przez Niemców Danuta Wodyńska. W 1945 miasto znalazło w radzieckiej strefie okupacyjnej Niemiec, z której w 1949 utworzono NRD. W 1973 do miasta włączono wieś Zschöppichen. Od 1990 stanowi część Republiki Federalnej Niemiec.

## Zabytki
- Słup dystansowy poczty polsko-saskiej z 1725 roku na Rynku
- Zamek Neusorge w Zschöppichen

## Gospodarka
W mieście rozwinął się przemysł bawełniany, metalowy, precyzyjny, chemiczny oraz drzewny.

## Współpraca
Miejscowości partnerskie:
- Bardejów, Słowacja
- Bornem, Belgia

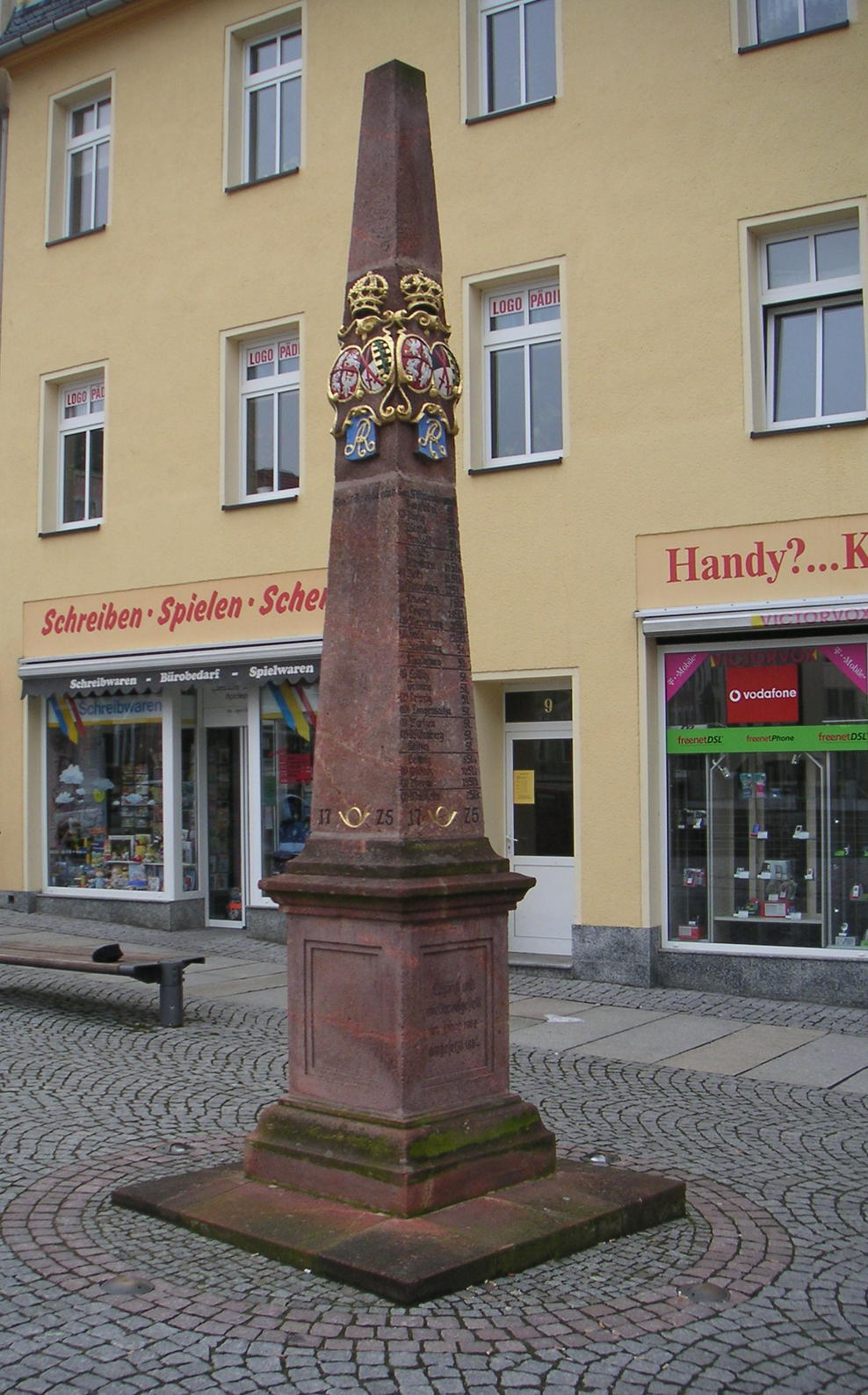
Słup dystansowy poczty polsko-saskiej

- Bornheim, Nadrenia Północna-Westfalia
- Calau, Brandenburgia
- Czeska Lipa, Czechy
- Gabrowo, Bułgaria
- Lambersart, Francja
- Molde, Norwegia
- Peterborough, Anglia
- Sławutycz, Ukraina
- Viersen, Nadrenia Północna-Westfalia
- Weiz, Austria